# 액티브싱크
액티브싱크(ActiveSync)는 마이크로소프트사가 마이크로소프트 윈도우 계열의 운영 체제를 위해 개발한 데이터 동기화 프로그램이다. 원래 1996년에 "Handheld PC Explorer"라는 이름으로 출시하였던 이 소프트웨어는 마이크로소프트 윈도우를 사용하는 사람들에게 문서, 일정, 연락처 목록과 전자 우편을 액티브싱크 프로토콜을 지원하는 핸드헬드 PC, 휴대 전화 등의 휴대용 기기와 데스크톱 컴퓨터 사이에서 전송할 수 있는 방법을 제공하였다. 액티브싱크는 마이크로소프트 웹 사이트에서 무료로 내려받아 사용할 수 있다.
액티브싱크는 사유 프로토콜인 액티브싱크 익스체인지(ActiveSync Exchange)를 사용한다. 사유 프로토콜이므로 다른 업체들이 이에 대한 호환성을 보장 받으려면 별도로 라이선스를 받을 필요가 있다.
액티브싱크는 마이크로소프트 익스체인지 서버 2003에 처음으로 포함된 푸시 메시징 구성 요소로 알려져 있다.

## 호환성

### 오피스 호환성
| 오피스 버전           | 액티브싱크 버전 사용 |
| --------------------- | -------------------- |
| 스케줄+ 7             | 1.1/3.0              |
| 아웃룩 97             | 3.1                  |
| 아웃룩 2000           | 3.8/4.2              |
| 아웃룩 2002/2003/2007 | 3.8/4.5              |

### 운영 체제 호환성
| 운영 체제                                                | 액티브싱크 버전 사용 |
| -------------------------------------------------------- | -------------------- |
| 윈도우 9x, NT 4                                          | 3.8                  |
| 윈도우 2000, 윈도우 XP (SP2 이하 전용), 윈도우 서버 2003 | 3.8/4.5              |
| 윈도우 비스타, 윈도우 서버 2008                          | WMDC 6.1             |

### 장치 호환성
| 장치의 운영 체제                      | 액티브싱크 버전 사용       |
| ------------------------------------- | -------------------------- |
| 윈도우 CE 1                           | 1.1 (Handheld PC Explorer) |
| 윈도우 CE 2-5/윈도우 모바일 2000-2003 | 3.8                        |
| 윈도우 CE 3-6/윈도우 모바일 2002-5.0  | 4.2                        |
| 윈도우 CE 3-6/윈도우 모바일 2002-6.1  | 4.5                        |

## 같이 보기
- 윈도우 모바일 장치 센터